# سیل ۱۳۶۵ دشتی
سیل ۱۳۶۵ دشتی در بامداد ۱۱ آذر پس از سه شبانه روز بارش متوالی به‌طور کامل تمام روستاهای حاشیه رودخانه مُند را محاصره و در کام خود بلعید.
منطقه دشتی در میانه استان بوشهر ایران قرار گرفته و (شامل شهرستان دیر و دشتی) بعلت‌گذار رودخانه مند و شیب ملایم و سیلابی بودن بارها شاهد سیل ویرانگر بوده‌است که یکی از مهمترین آن‌ها سیل سال ۱۳۶۵ دشتی بوده‌است.
سیل آذر ۱۳۶۵ بیشینه بده لحظه‌ای آب در سیل روز ۱۱ آذر ۱۳۶۵ بنابر برخی از منابع ۵۷۵ مترمکعب بر ثانیه و نیز بارش باران به میزان ۱۶۰ میلی‌متر در یک شبانه روز گزارش شده‌است. با نگاهی به بده لحظه‌ای آب می‌توان به شدت و گسترهٔ آسیب و پیامدهای ناشی از وقوع سیل مذکور پی برد. وقوع آن پدیده مهیب و مخرب خسارات جانی و مالی فراوانی را در استان بوشهر و در شهرستان دشتی به ویژه در روستاهای مجاور رودخانه مند به همراه داشت به نحوی که بسیاری از روستاها و آبادی‌های آن زمان خالی از سکنه شده و بعد از گذشت بیش از دو دهه هنوز خاطرات تلخ و دردناک آن در اذهان و حافظهٔ تاریخی و اجتماعی مردم آن سامان باقی و آثار خرابی‌ها و تأثیرات بسیار زیانبار آن بر وضعیت بافت خاک، پوشش گیاهی و اراضی زراعی در مناطق محل وقوع سیل قابل ملاحظه و مشاهده است.
سیل سال ۶۵ حدود ۴۳۰ کشته و ده‌ها روستا و آبادی را در جنوب از بین برد و دوازده میلیارد تومان بر اساس برآورد همان سال خسارت بر جای نهاد از جمله این حوادث تأثیرگذار شناخته می‌شود.

## سیلهای تاریخی دشتی
- سیل سال ۱۳۰۷ خسارات مالی و جانی فراوان داشته‌است.
- سیل ۱۳۶۵ (سیل فوق‌الذکر)
- سیل ۱۳۸۲
- سیل ۱۳۹۵

### سیل ۱۳۹۵
در پایان ۲۹ بهمن ۱۳۹۵ سیلی با حجم سیل سال ۶۵ در منطقه آمد که خسارتهای مالی به بار آورد اما بعلت ترک روستاهای در معرض سیل در ۳۰ سال پیش خسارت جانی نداشت.